# Колганов, Вадим Владимирович
Вади́м Влади́мирович Колга́нов (род. 17 января 1971, Барановка, Ульяновская область) — российский актёр театра и кино, заслуженный артист Российской Федерации (2007).

## Биография
Родился 17 января 1971 года в селе Барановка Николаевского района Ульяновской области. В шестом классе стал сочетать занятия боксом с Театром юного зрителя (Оренбург, 1983). В десятом — поставил свой первый спектакль «Кусок хлеба». Учился в Оренбургском училище культуры на отделении «театральная режиссура».
Служил в армии на Камчатке. Затем работал в Оренбургском Дворце пионеров. Поступил в музыкальное училище и стал выходить на сцену Оренбургского областного драматического театра. Был одним из организаторов студенческого клуба. Вёл концерты, работал на телевидении, в детских лагерях, в том числе и во Всероссийском лагере «Орлёнок».
1994 — 1998 — учёба во ВГИКе, актёрско-режиссёрская мастерская М. Хуциева, И. Райхельгауза.
После окончания ВГИКа — актёр театра «Школа современной пьесы» (1995—1998).
Пять сезонов (1998—2003) служил в Электротеатре Станиславский однако окончательно решил вернуться в родной театр поддавшись на уговоры своего мастера И. Райхельгауза .
Принимал участие в телевизионных проектах Первого канала:
- «Король ринга» (Заменил выбывших участников. Не проиграл ни одного боя и только из-за проигрышей его предшественников не мог претендовать на победу и занял 3-е место).
- «Ледниковый период-2» (в паре с Олимпийской чемпионкой в танцах на льду Татьяной Навкой. Их пара заняла второе место).
- «Ледниковый период-3» (в паре с известной фигуристкой и певицей Анной Семенович).
- «Большие гонки» (чемпион 2009 года).

С 2010 г.: «Хочу знать» с Михаилом Ширвиндтом.
С 2012 года принимает участие в детском кинофестивале «Алые паруса» . В 2015 и 2016 годах выступил в роли продюсера и режиссёра в МДЦ «Артек», благодаря чему второй год подряд ребята одерживают заслуженную победу. В 2015 году победила работа «Мы — эхо», фильм Вадима Колганова и ребят из д/л «Озёрный», (жанр драма).
В 2016 году победила работа «Компот», фильм Вадима Колганова и ребят из д/л «Лазурный», (жанр фантастика).

## Личная жизнь
Супруга — актриса Екатерина Игоревна Колганова (в девичестве Гольтяпина).

## Роли в театре
Школа современной пьесы
- 1995 «Миссис Лев» (режиссёр Борис Морозов)
- 1995 «С приветом Дон Кихот» (режиссёр Иосиф Райхельгауз)
- 1996 «Ничего особенного» (режиссёр Виктор Шамиров)
- 2002 «Уважаемые граждане» (режиссёр Виталий Ланской)
- 2003 «Вредные советы» (режиссёр Андрей Андреев)
- 2003 «Город. Исповедь горожанина» (режиссёр Иосиф Райхельгауз) — Друг
- 2003 «Чайка» (режиссёр Иосиф Райхельгауз) — Семён Семёнович Медведенко
- 2004 «Чайка классическая оперетта» (режиссёр Иосиф Райхельгауз) — Илья Шамраев
- 2005 «Па-Де-Де» (режиссёр Станислав Говорухин)
- 2006 «Своими словами», «Без слов» (режиссёр Иосиф Райхельгауз) — Сын
- 2007 «Русское варенье» — Ростислав
- 2009 «Звёздная болезнь» — Милиционер
- 2010 «Город. Исповедь горожанина» (режиссёр Иосиф Райхельгауз) –

Сергей Басин
- 2013 «Лондонский треугольник» (режиссёр Дмитрий Астрахан) — Герцен (с 2015)
- 2015 «Монологи городов» (авторы — коллективная поэма) — Новороссийск
- 2016 «Пока наливается пиво» (авторы Евгений Гришковец, Иосиф Райхельгауз) — Бизнесмен
- 2017 «Умер-шмумер, лишь бы был здоров» (режиссёр Иосиф Райхельгауз) — Абрам
- 2019 «На трубе» (режиссёр Иосиф Райхельгауз) — Алексей Максимович Горький, Лев Толстой, конферансье

Театр имени К. С. Станиславского
- 1997 «Двенадцатая ночь» (режиссёр Владимир Мирзоев)
- 1997 «Укрощение строптивой» (режиссёр Владимир Мирзоев)
- 1998 «Маскарад» (режиссёр Виктор Шамиров)
- 2000 «Завещание по-итальянски» (режиссёр Семён Спивак)

Государственный театр киноактёра
- 2014 «Прекрасная жизнь» (главная роль — Моретти, режиссёр Владимир Байчер)

Антрепризные проекты:
- 2000 «Москва открытый город» скетч «Глаз» (режиссёр Владимир Мирзоев)
- 2000 «Миллионерша» (режиссёр Владимир Мирзоев)
- 2008 «Западня» (режиссёр Роберт Манукян)
- 2012 «Ханума» (Акоп, режиссёр А. Енукидзе)
- 2012 «Спасённая любовь» (режиссёр Владимир Лаптев)
- 2013 «Три грустных мужа и один весёлый» (роль — Пётр Шишигин, режиссёр Роберт Манукян)
- 2013 «Особенности национальной женитьбы» (главная роль — Беркутов, режиссёр Пётр Белышков)
- 2013 «Игра воображения» (роль — Лампасов, режиссёр Вячеслав Невинный)
- 2017 «Семь способов обольщения, или сафари любви» (роль — Филимон Бузыкин, режиссёр Марина Бугрова)
- 2017 «Отдам мужа в хорошие руки» (режиссёр Вячеслав Невинный)
- 2019 «Счастливые люди» (роль — Борис)

## Фильмография
1. 1997 — Всё идёт хорошо (короткометражный фильм)
2. 2001 — Дальнобойщики — Дантист
3. 2002 — Свободная женщина — Дэвид
4. 2003 — Замыслил я побег
5. 2003 — Как бы не так — 2-й отморозок
6. 2003 — Свободная женщина 2 — Дэвид
7. 2003 — Стилет
8. 2004 — Личный номер — «Наружка»
9. 2004 — Русское лекарство — Игорь Демиденко, капитан милиции
10. 2005 — Сволочи
11. 2005 — Мечтать не вредно — Вася Цой
12. 2005 — Золотой телёнок — Митрич
13. 2006 — Волкодав из рода Серых Псов — Атталик
14. 2006 — Золотая тёща — Крымов, бизнесмен
15. 2007 — Взрослая жизнь девчонки Полины Субботиной
16. 2007 — Морская душа — Коршунов, штурман
17. 2007 — Татьянин день — Виктор Рыбкин, бывший муж Анны, отец Кати
18. 2008 — Экстренный вызов. Смертельный диагноз
19. 2009 — Весельчаки — Сарычев, комсомольский лидер
20. 2009 — Десантура. Никто, кроме нас — командир роты
21. 2010 — Гаражи (12 серия) — Пучков
22. 2010 — Если небо молчит — Корж
23. 2010 — Багровый цвет снегопада — Фрол
24. 2011 — Назад — к счастью, или Кто найдёт Синюю птицу... — Сергей
25. 2011 — Товарищ Сталин — Фалеев
26. 2011 — Эффект Богарне — Олег
27. 2012 — Четверг 12-е — Борис
28. 2012 — Путейцы-3 — Гладилин
29. 2013 — Дельта — Андрей Бекетов
30. 2013 — Спасти и уничтожить — Лопатин, младший лейтенант
31. 2013 — Убить Дрозда — Василий Иванович Чапаев
32. 2013 — Кукушен
33. 2013 — Светло тому, кто любит Станислав
34. 2014 — Обнимая небо — Матюхин
35. 2014 — Я всё преодолею — Сергей
36. 2015 — Ботаны. Айтирота — Мармыгин
37. 2015 — Дельта. Продолжение — Андрей Бекетов
38. 2015 — Пересадка сердца (короткометражный) — Он
39. 2016 — Челночницы — Виктор
40. 2016 — Ключи — Рюмин (премьера 28 января 2017)
41. 2018 — Челночницы.Продолжение — Виктор
42. 2021 — Укрощение свекрови-2 —Лёша
43. 2021 — Котейка-2 (в производстве)
44. 2021 — Охотница–2 (в производстве)
45. 2022 — Одна (в производстве)
46. 2022 — Морячка - Григорий Побирухин

## Творчество
1. 2015 — «Мы — эхо» (режиссёр, продюсер)
2. 2016 — «Компот» (режиссёр, продюсер)
3. 2016 — «Семечки» (актёр, режиссёр, продюсер)
4. 2017 — «Вирус» (режиссёр, продюсер)
5. 2017 — музыкальный спектакль «Когда сбываются мечты» (актёр, режиссёр)
6. 2019 — «Солнце моё» (режиссёр, продюсер)